# Talaus nanus
Talaus nanus är en spindelart som beskrevs av Tord Tamerlan Teodor Thorell 1890. Talaus nanus ingår i släktet Talaus och familjen krabbspindlar. Inga underarter finns listade i Catalogue of Life.